# The Best Years of Our Lives (álbum)
The Best Years of Our Lives es un álbum de estudio del cantautor estadounidense Neil Diamond, publicado en 1988 por Columbia Records. Alcanzó la posición No. 46 en la lista de éxitos Billboard 200 en los Estados Unidos y la No. 42 en la lista UK Album Chart en el Reino Unido.

## Lista de canciones
| N.º | Título                        | Duración |  |
| 1.  | «The Best Years of Our Lives» | 4:00     |  |
| 2.  | «Hard Times for Lovers»       | 4:25     |  |
| 3.  | «This Time»                   | 3:57     |  |
| 4.  | «Everything's Gonna Be Fine»  | 3:59     |  |
| 5.  | «Hooked on the Memory of You» | 3:53     |  |
| 6.  | «Take Care of Me»             | 3:39     |  |
| 7.  | «Baby Can I Hold You»         | 3:55     |  |
| 8.  | «Carmelita's Eyes»            | 4:05     |  |
| 9.  | «Courtin' Disaster»           | 4:32     |  |
| 10. | «If I Couldn't See You Again» | 4:02     |  |
| 11. | «Long Hard Climb»             | 4:42     |  |